# Passeport monténégrin
Le passeport monténégrin est un document de voyage international délivré aux ressortissants monténégrins, et qui peut aussi servir de preuve de la citoyenneté monténégrine. 